# Gresham (Engeland)
Gresham is een civil parish in het bestuurlijke gebied North Norfolk, in het Engelse graafschap Norfolk met 401 inwoners.